# Domaine de premier niveau national internationalisé
Un domaine de premier niveau national internationalisé (en anglais : internationalised country code top-level domain ou IDN ccTLD) est un type de domaines de premier niveau (TLD) maintenus par l'Internet Assigned Numbers Authority (IANA) pour une utilisation dans le système de nom de domaine d'Internet. Un domaine de premier niveau est le suffixe à la fin de l'adresse d'un site web, par exemple, dans fr.wikipedia.org, le domaine de premier niveau est .org.
Un domaine de premier niveau national internationalisé est un domaine de premier niveau national contenant des lettres provenant d'un alphabet autre que l'alphabet latin non accentué (comme l'alphabet arabe) ou contenant des signes non alphabétiques (comme des signes chinois). Un nom de domaine de premier niveau national internationalisé est l'application du concept du nom de domaine internationalisé aux domaines de premier niveau nationaux attribués aux pays ou aux régions géographiques indépendantes.
Bien que le nom anglais de ce type de domaine de premier niveau contienne le mot code, certains de ces domaines ne sont pas des codes, mais des mots complets. Par exemple, السعودية (comme-Suʻūdiyya) n'est pas une abréviation d'Arabie saoudite, mais le nom abrégé commun du pays en arabe.
Les pays ayant des domaines de premier niveau nationaux internationalisés conservent leurs domaines de premier niveau nationaux traditionnels formés de deux lettres latines non accentuées (ces lettres sont extraites du code ASCII).

## Types de domaines de premier niveau
L'IANA distingue actuellement les types de domaines de premier niveau suivants :
- un domaine de premier niveau spécial (arpa) ;
- des domaines de premier niveau nationaux (en anglais, country-code top-level-domains ou ccTLD);
- des domaines de premier niveau internationalisés 
  - des domaines de premier niveau nationaux internationalisés (en anglais, internationalized country code top-level domains ou IDN ccTLD),
  - des domaines de premier niveau internationalisés de test ;
- des domaines de premier niveau génériques (en anglais, generic top-level-domains ou gTLD) 
  - des domaines de premier niveau parrainés (en anglais, sponsored top-level-domains ou sTLD),
  - des domaines de premier niveau non parrainés.

## Histoire
Le conseil d'administration de l'ICANN a approuvé la création d'un groupe de travail sur les domaines de premier niveau nationaux internationalisés en décembre 2006. Cependant, ce n'est qu'en octobre 2009 que l'ICANN a annoncé qu'elle accepterait les demandes à cet effet à partir du 16 novembre 2009,.
L'Égypte, l'Arabie saoudite, les Émirats arabes unis et la fédération de Russie ont été parmi les premiers pays à demander un nom de domaine internationalisé. En janvier 2010, l'ICANN a annoncé que les domaines internationalisés de ces pays avaient été approuvés. En mai 2010, 21 pays utilisant 11 langues, dont le chinois, le russe, le tamoul et le thaï avaient demandé des noms de domaines internationalisés.
Le 5 mai 2010, les premières implantations des domaines internationalisés, toutes en alphabet arabe, ont été activées. L'Égypte a obtenu le nom مصر , l'Arabie saoudite le nom السعودية , et les Émirats arabes unis le nom امارات , (il faut lire ces noms de droite à gauche comme c'est la coutume en arabe) . Le président-directeur général de l'ICANN, Rod Beckstrom, a qualifié le lancement des noms de domaines internationalisés d'« historique » et d'« évolution radicale qui va changer à jamais le visage d'Internet ». « C'est le début d'une transition qui va rendre l'Internet plus accessible et convivial à des millions de personnes autour du monde, peu importe où ils vivent ou la langue qu'ils parlent », a-t-il ajouté. Le directeur principal de la division des noms de domaine internationalisés, Tina Dam, a dit que ce jour était « le jour le plus important » depuis le lancement de l'Internet.
Selon l'ICANN, la langue arabe a été choisie pour le déploiement initial des noms internationalisés parce que c'est l'une des langues non latines les plus utilisées sur Internet. Il est très difficile d'entrer un mélange de chaînes de caractères de gauche à droite et de droite à gauche sur un clavier, ce qui rend les adresses web arabes particulièrement utiles.
Cinq nouveaux domaines internationalisés en caractères chinois ont été approuvés en juin 2010 : .中国 avec la variante .中國 (pour la Chine continentale), .香港 (pour Hong Kong), et .台灣 avec la variante .台湾 (pour Taiwan),.